# Valea Roșie (okręg Caraș-Severin)
Valea Roșie – wieś w Rumunii, w okręgu Caraș-Severin, w gminie Șopotu Nou. W 2011 roku liczyła 62 mieszkańców. 